# 譚啓瑞
譚啓瑞，字芝雲，貴州省鎮遠府鎮遠縣（今貴州省鎮遠縣）人，清朝政治人物、進士出身。

## 生平
光緒十一年，中舉；光緒十八年，登進士，同年五月，改翰林院庶吉士。光緒二十年四月，散館，授翰林院編修，后任國史館協修。光緒二十年，授翰林院編修。光緒二十三年，任廣西鄉試副考官。光緒二十七年，任陝西潼商道，后改湖南衡永郴桂道。宣統二年，任湖南布政使，以湖南衡永郴桂道兼署、鹽法長寶道、長沙關監督。